# Michaela Caspar

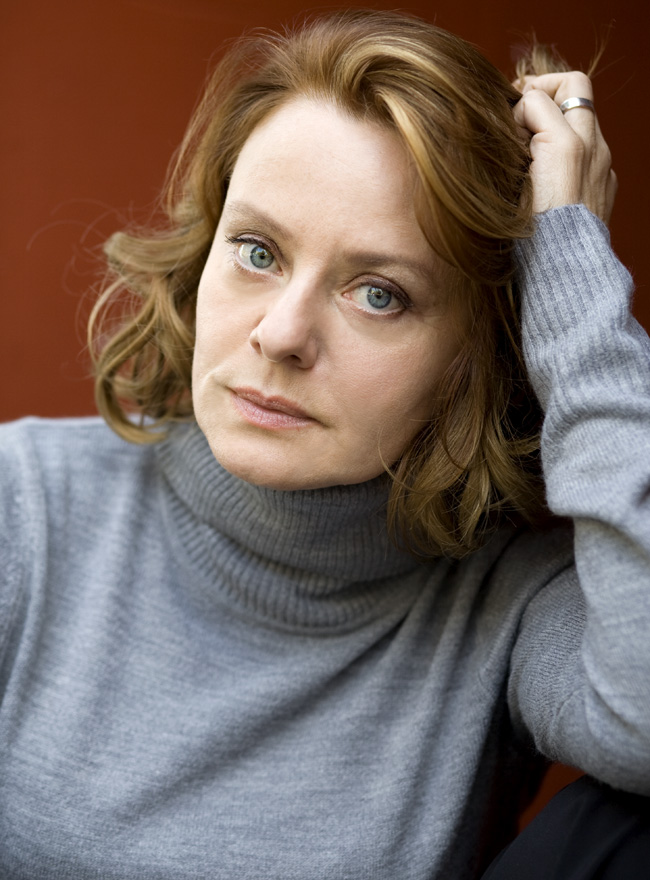
Michaela Caspar, 2008

Michaela Caspar (* 6. April 1960 in Weil am Rhein) ist eine deutsche Schauspielerin, Performerin und Regisseurin.

## Leben
Ab ihrem siebenten Lebensjahr wuchs Michaela Caspar bei ihrer Mutter Maria-Luise und ihrem Stiefvater Joachim Werner Preuß in Berlin auf. Ihre ersten sieben Lebensjahre verbrachte sie im Haus ihrer Großeltern in Stetten in Südbaden, wenige Meter von der Schweizer Grenze entfernt. Sie legte mit siebzehn Jahren am katholischen Mädchengymnasium Sankt-Ursula-Schule ihr Abitur ab und studierte zunächst Fotografie am Lette-Verein Berlin. Zusammen mit Ulrich Sauerwein und Trolly Trojahn gründete sie das Multi-Media-Kollektiv AvF Berlin. Sie konzipierte und verwirklichte Anfang der 1980er Jahre Multimediashows und arbeitete als Fotojournalistin.
Von 1984 bis 1987 absolvierte Caspar eine Schauspielausbildung bei Else Bessler-Reuß am Schillertheater Berlin mit der Bühnenreifeprüfung. Sie sang zunächst in Jazzclubs, Kabaretts und erlernte das Method Acting unter anderen beim legendären Jack Garfein (L.A.). Nach der Bühnenreifeprüfung spielte sie an verschiedenen Stadt- und Staatstheatern: Stadttheater Regensburg (1989–92), Staatliche Bühnen Salzburg (1990), Kleist-Theater Frankfurt (Oder) (1992–94), Staatstheater Cottbus (1993), Berliner Kammerspiele, Hebbeltheater Berlin, Schlossparktheater Berlin (2000). Sie sang auch zeitgenössische Opern (unter anderen die Hauptrolle in einer Uraufführung mit dem Ensemble der Komischen Oper Berlin).
In den 1990er Jahren begann sie die Zusammenarbeit mit Till Nikolaus von Heiseler, sowie mit Rosa von Praunheim, Helmut Oehring und Conrado del Rosario (Komponist). Dabei entstanden etwa ein Dutzend Arbeiten, die teilweise auch von ihr produziert wurden. 1994 wurden ihre Zwillinge Anton und Emilia geboren. Seit den späten 90er Jahren wirkte sie in unterschiedlichen Filmen, Hörspielen und Fernsehproduktionen als Schauspielerin mit. Michaela Caspar ist Mitbegründerin des Vereins der NEUEN METHODIKER e.V (2002) und Gründerin des Vereins Possible World e.V (2008).
Bei den Proben zu einem Musiktheaterstück erlitt sie einen Hörsturz. 2008 gründete sie eine Theatergruppe mit Gehörlosen und Hörenden und entwickelte das Stück „Frühling Erwache!“ nach Frank Wedekind (Premiere: 2009 Ballhaus Ost). Das Bayerische Fernsehen drehte eine 30 min Dokumentation und Arte berichtete über das Projekt in der Sendereihe Yourope. Das Stück wurde zum Europäischen und Internationalen Gehörlosentheaterfestival von ARBOS – Gesellschaft für Musik und Theater nach Wien (Österreich) eingeladen und für das Theatertreffen der Jugend 2010 nominiert. 2012 entstand ein weiteres Theaterstück für Gehörlose „Medea! Die Wahrheit!“ von Till Nikolaus von Heiseler (Ballhaus Ost). 2013 drehte sie als Schauspielerin mit Wes Anderson für seinen neuen Film 'The Grand Budapest', 2014.

## Produktionen
- 1994: Der Gedichtemacher – Schauspieloper von Till Nikolaus von Heiseler. UA im Tacheles Berlin und Staatstheater Cottbus, weitere Aufführungen in: Brandenburg, Frankfurt/Oder, Potsdam, Schwedt, Komposition: Sibylle Pomorin, Leitung: Till Nikolaus von Heiseler, Produktion: Michaela Caspar, Kostüme: Gabriele Wischmann, finanziert vom Ministerium für Wissenschaft, Forschung und Kultur des Landes Brandenburg, dem Berliner Senat für kulturelle Angelegenheiten und dem Fonds Darstellende Künste e. V.
- 1995: Die Stimme einer Frau von Till Nikolaus von Heiseler. UA als Performance, Künstlerhaus Schloss Wiepersdorf, weitere Aufführungen in: Berlin, Frankfurt/Oder, Potsdam, Schwedt, Komposition: Conrado del Rosario, Leitung: Till Nikolaus von Heiseler, Produktion: Michaela Caspar, finanziert vom Ministerium für Wissenschaft, Forschung und Kultur Brandenburg
- 1997: Ein sehr kurzes Stück für Bankdirektoren von Till Nikolaus von Heiseler. UA, unangemeldete Performance in Banken zu den regulären Öffnungszeiten, Berlin, Potsdam, Hamburg, Frankfurt am Main. Komposition: Achim Kubinski / Michaela Caspar, Leitung: Till Nikolaus von Heiseler, Produktion: Michaela Caspar, finanziert vom Ministerium für Wissenschaft, Forschung und Kultur des Landes Brandenburg, Kulturamt Steglitz
- 1997: Iris und Ida – Ein Stück in fünf Akten von Till Nikolaus von Heiseler. UA, begehbare Installation mit zwei Schauspielerinnen und einem Bassisten in der Potsdamer Fußgängerzone, mit Sanja Spengler, Matthias Bauer, Michaela Caspar, Leitung: Till Nikolaus von Heiseler, Produktion: Michaela Caspar; finanziert vom Ministerium für Wissenschaft, Forschung und Kultur Brandenburg
- 2003–2004: Mary in a White Room von Michaela Caspar, Produktion: Thomas Donecker/Michaela Caspar.
- 2004: Das Haus der rächenden Frauen von Rosa von Praunheim, Drehbuchentwicklung durch Improvisation, Filmarbeit, Leitung: Rosa von Praunheim
- 2005: Ohne Titel [23] Performances von Till Nikolaus von Heiseler und Michaela Caspar, Séan D.C. Marquardt (noise guitar), Michaela. Caspar (Voice-Improvisation) und Zuspielband. Tesla Berlin, Gemäldegalerie Berlin, Kulturforum, u. a.: mit freundlicher Unterstützung des Tesla Berlin und der UDK Berlin
- 2005: Ja (Klanginstallation zum Thema Aphasie), Februar bis Mai, gemeinsam mit Till Nikolaus von Heiseler, Gemäldegalerie Berlin, Kulturforum Berlin
- 2009: Frühling Erwache!, Theater von gehörlosen, schwerhörigen und hörenden Jugendlichen für Gehörlose, Schwerhörige und Hörende, Ballhaus Ost, nominiert zum Theatertreffen der Jugend 2010, gefördert von Kulturprojekte Berlin und Aktion Mensch. Dramaturgie: Till Nikolaus von Heiseler, Musik: Achim Kubinski
- 2011: Medea! Die Wahrheit!, Theater von gehörlosen, schwerhörigen und hörenden Jugendlichen für Gehörlose, Schwerhörige und Hörende, Ballhaus Ost, finanziert vom Hauptstadtkulturfonds Berlin. Ein Theaterstück nach vor-euripideische Quellen von Till Nikolaus von Heiseler. Kostüme: Gabriele Wischmann.
- 2013: Wir / Us. Kurzfilm mit Gehörlosen und Hörende, für Gehörlose und Hörende, Cannes International Film Festival, 2013.

## Filmografie

### Film
- 1998: Der Redenschreiber, Regie: Busso von Müller, Arte
- 1998: Baden gehen, Regie: Aysin Eralp, Arte, 2. Preis beim internat. Babelsberger Studentenfestival
- 2001: riot – something about daddy (englisch), Regie: Felix Knöpfle
- 2002: Schatten, Regie: Markus Engel, Kurzfilm, MEP Productions
- 2003: Lilith, Regie: Andreas Fuentes Canobbio
- 2006: Hochzeit, Regie: Lawrence Tooley
- 2008: Spielzeugland Endstation, Regie: Daniel Stieglitz
- 2011: Abgebrannt, Regie Verena S. Freytag
- 2014: Grand Budapest Hotel, Regie: Wes Anderson
- 2015: Trash Detective, Regie: Maximilian Buck
- 2023: Schlamassel
- 2024: Die Herrlichkeit des Lebens
- 2024: Die geschützten Männer

### Fernsehen
- 1999: SK Kölsch, Regie: Holger Barthel, Sat.1
- 1999: 008 Agent wider Willen, Regie: Olaf Götz, RTL
- 2000: Balko, Regie: Marcus O. Rosenmüller, RTL
- 2000: Der Fahnder, Regie: Jürgen Brauer, ARD
- 2000: In aller Freundschaft, Regie: Jürgen Brauer, ARD
- 2001: Herzschlag, Regie: Sebastian Monk, ZDF
- 2002: Sommerspiele, Regie: Alexandra Kumorek
- 2002: SOKO Leipzig, Regie: Christoph Eichhorn, ZDF
- 2003: In aller Freundschaft, Regie: Jürgen Brauer, ARD
- 2006: Neger, Neger, Schornsteinfeger, Regie: Jörg Grünler, ZDF
- 2006: Von Mann zu Mann, Regie: Thorsten Näter, Polyphon, ZDF
- 2006: Die Abrechnung, Regie: Thorsten Näter
- 2006: Die Hochzeit, Regie: Anika Wangard, DFFB, RBB
- 2006: Doppelter Einsatz. Rumpelstilzchen, Regie: Christine Hartmann, Studio Hamburg, RTL
- 2007: Tatort – Schwelbrand, Regie: Thorsten Näter, Radio Bremen, ARD
- 2007: Das Fremde in mir, Regie: Emily Atef, Nikofilm, ZDF, Kleines Fernsehspiel
- 2009: Das Echo der Schuld, Regie: Marcus O. Rosenmüller, Ziegler Film, ZDF
- 2009: Erntedank. Ein Allgäu-Krimi, Regie: Rainer Kaufmann für das Bayerische Fernsehen
- 2009: Karla Luca, Regie: Oliver Timm.
- 2010: Soko Leipzig. Der Aufstand, Regie: Maris Pfeiffer, UFA, ZDF.
- 2010: Die Frau des Schläfers, Regie: Edzard Onneken, Sat.1.
- 2010: Notruf Hafenkante – Karten lügen nicht, Regie: Oren Schmuckler, ZDF
- 2011: Tatort – Schwarze Tiger, weiße Löwen
- 2011: Stromberg (Fernsehserie, 2 Folgen)[4][5]
- 2013: Polizeiruf 110 – Zwischen den Welten
- 2014: Ein todsicherer Plan
- 2015: Tatort – Preis des Lebens
- 2015: Stralsund: Kreuzfeuer
- 2016: Tatort – Fünf Minuten Himmel
- 2016: Ein starkes Team: Nathalie (Fernsehfilm)
- 2017: Bella Block: Stille Wasser
- 2017: Ich will (k)ein Kind von Dir (Fernsehfilm)
- 2019: Der Staatsanwalt: Rätselhafter Überfall
- 2019: Hartwig Seeler – Gefährliche Erinnerung
- 2021: SOKO Potsdam (Fernsehserie, Folge: Mord in g-Moll)
- seit 2021: Legal Affairs (Fernsehserie)
- 2022: Der König von Palma
- 2022: In aller Freundschaft (Fernsehserie, Folge: Späte Einsichten)
- 2022: Höllgrund (Fernsehserie)
- 2023: Einspruch, Schatz! – Unter Vätern (Fernsehreihe)
- 2024: Achtsam Morden (Fernsehserie, 1 Folge)

## Theaterrollen
- 1988: Preußischer Totentanz von Jutta Brückner, E88.
- 1989: Linie 1, Volker Ludwig, Rocklady, Regensburg.
- 1990: König Lear, William Shakespeare, Rolle: Narr, Regie: Rudolf Zollner
- 1990: Drei Schwestern, Anton Tschechow, Rolle: Natascha, Regie: Rudolf Zollner
- 1991: Der kleine Horrorladen, Rolle: Audrey, Regie: Karina Koppenhöfer.
- 1992: Verlorene Zeit, John Hopkins, Rolle: Joanna, Regie: Rudolf Koloc
- 1992: Penthesilea, Heinrich von Kleist Rolle: Prothoe, Regie: Rudolf Koloc
- 1993: Rocky Horror Show, Rolle: Janet, Regie: Andreas Lachnit
- 1993: Kleistiana von Dietmar Seyffert, Hauptrolle: Der Tod.
- 1993: Troerinnen, Jean-Paul Sartre, Rolle: Helena, Regie: Rudolf Koloc
- 1994: Dreigroschenoper, Bertolt Brecht, Rolle: Polly, Regie: Bernd Michael Lade
- 1998: Stallerhof, Franz Xaver Kroetz, Gerd Kühr Rolle: Beppie, Regie: Kay Kuntze
- 1999: Wessis in Weimar, Rolf Hochhuth, Rolle: Hildegard Leuthäuser-Schnarrenberger, Regie: Rolf Hochhuth, Schloßparktheater.

## Auszeichnungen
Ihre Projekte wurden in den Jahren 1992–2008 vom Berliner Senat für kulturelle Angelegenheiten, dem Ministerium für Wissenschaft, Forschung und Kultur Brandenburg, dem Fonds Darstellende Künste e. V., dem Kulturamt Steglitz, den Kulturprojekten Berlin und der Aktion Mensch u. a. gefördert.